# Pasquale Villani
Pasquale Villani (Nocera Inferiore, 1924 – Napoli, 25 aprile 2015) è stato uno storico italiano.

## Biografia
Professore ordinario di storia contemporanea dell'Università Federico II di Napoli, e allievo sia di Benedetto Croce che di Federico Chabod, Pasquale Villani ha dedicato la sua carriera di studioso principalmente alla storia del Mezzogiorno degli ultimi tre secoli. 
In quest'ambito si segnalano i saggi raccolti all'inizio degli anni sessanta in Mezzogiorno tra riforme e rivoluzione (pubblicato nel 1962 con la Laterza, che ne fa uscire tre edizioni) e il volume La vendita dei beni dello stato nel Regno di Napoli (1806-1815). Ha poi allargato l'analisi alla storia italiana tra il '600 e l'800 con il volume Feudalità, riforme, capitalismo agrario (uscito da Laterza nel 1968), con lo studio sui Gruppi sociali e classe dirigente all'indomani dell'Unità d'Italia (comparso nel I annale dell'einaudiana «Storia d'Italia» del 1978) e con la raccolta Italia napoleonica.
Ha curato la riedizione del "Saggio storico" di Vincenzo Cuoco sulla rivoluzione napoletana del 1799 (stampato più volte, dal 1976 al 2006, prima dalla Laterza e poi dalla B.U.R.) e, nell'edizione degli scritti di Francesco Saverio Nitti, l'Inchiesta sulle condizioni dei contadini in Basilicata e in Calabria (sempre per la Laterza nel 1968). 
Ha inoltre pubblicato, con Franco Gaeta, il volume più volte ripubblicato Documenti e testimonianze: antologia di documenti storici.  Si segnala anche la raccolta "Rivoluzione e diplomazia. Agenti francesi in Italia uscita nel 2002, mentre è del 2010 il volume Rievocare il privato. Un fidanzamento ritrovato (1905-1920), edito da Il Mulino.